# Whores Moaning
Whores Moaning en un EP de la banda Sonic Youth lanzado en febrero de 1993. Fue lanzado exclusivamente en Australia, coincidiendo con las fechas de conciertos que realizaron para ese mismo año en Australia y Nueva Zelanda. El nombre del EP hace referencia al EP Hormoaning, lanzado por la banda Nirvana en su gira por Australia un año antes.
El diseño de la cubierta es una fotocopia de una de las muñecas de Kurt Cobain hechas por Kevin Kerslake. La parte trasera del álbum incluye un dibujo realizado por Cobain.

## Lista de canciones
| N.º   | Título                           | Duración |  |
| 1.    | «Sugar Kane» (editada)           | 5:03     |  |
| 2.    | «Personality Crisis»             | 3:50     |  |
| 3.    | «The End of the End of the Ugly» | 4:12     |  |
| 4.    | «Is It My Body»                  | 2:53     |  |
| 5.    | «Tamra»                          | 8:53     |  |
| 24:51 |                                  |          |  |

## Estadísticas de los sencillos
| Año  | Sencillo         | Estadística              | Posición |
| ---- | ---------------- | ------------------------ | -------- |
| 1993 | "Whores Moaning" | Australian Singles Chart | No. 44   |